# Ontela
Ontela är en ort i Mexiko.   Den ligger i kommunen La Trinitaria och delstaten Chiapas, i den sydöstra delen av landet, 800 km sydost om huvudstaden Mexico City. Ontela ligger 606 meter över havet och antalet invånare är 129.
Terrängen runt Ontela är platt åt sydväst, men åt nordost är den kuperad. Runt Ontela är det ganska glesbefolkat, med 42 invånare per kvadratkilometer. Närmaste större samhälle är La Trinitaria, 18,5 km nordost om Ontela. Omgivningarna runt Ontela är en mosaik av jordbruksmark och naturlig växtlighet.